# John Colville (baron)
David John Colville (ur. 13 lutego 1894, zm. 31 października 1954), brytyjski polityk, członek Partii Konserwatywnej, minister w rządach Neville’a Chamberlaina.

## Życiorys
Był jednym synem liberalnego deputowanego Johna Colville'a i Janet Brown. Wykształcenie odebrał w Chaterhouse School oraz w Trinity College na Uniwersytecie Cambridge. Podczas I wojny światowej służył w szeregach 6 batalionu Cameronians (Scottish Rifles) i został ranny.
6 października 1915 r. Agnes Bilsland (5 czerwca 1896 - 29 grudnia 1970), córkę sir Williama Bilslanda, 1. baroneta, i Agnes Steven, córki Alexandra Stevena. John i Agnes mieli razem syna i dwie córki:
- Ronald John Bilsland Colville (21 maja 1917 - 2 października 1996), 2. baron Clydesmuir
- Mary Helen Colville (24 października 1922 - 26 października 1981), żona kapitana Northa Dalrymple-Hamiltona, nie miała dzieci
- Rosemary Anne Heather Colville (ur. 27 września 1927), żona Philipa Whitcombe'a, ma dzieci

W 1922 r. bez powodzenia startował w wyborach parlamentarnych w okręgu Motherwell. Mandat parlamentarny uzyskał dopiero w 1929 r. po wyborach w okręgu Midlothian and Peebles Northern. W 1931 r. został parlamentarnym sekretarzem w departamencie handlu zamorskiego. W latach 1935–1936 był podsekretarzem stanu w Ministerstwie ds. Szkocji. Następnie objął stanowisko finansowego sekretarza skarbu. W latach 1938–1940 był ministrem ds. Szkocji.
Colville zrezygnował z miejsca w Izbie Gmin w 1943 r. by objąć stanowisko gubernatora Bombaju. Urząd ten sprawował do 1947 r. W tym czasie kilkakrotnie pełnił obowiązki wicekróla Indii. Po powrocie do Wielkiej Brytanii otrzymał tytuł 1. barona Clydesmuir i zasiadł w Izbie Lordów. W 1952 r. został Lordem Namiestnikiem Lanarkshire.
Zmarł w 1954 r. Tytuł barona odziedziczył jego jedyny syn.